# Salernitana Sport 1980-1981
Questa pagina raccoglie i dati riguardanti la Salernitana Sport nelle competizioni ufficiali della stagione 1980-1981.

## Stagione
La quasi totalità dei calciatori, in seguito alla messa in mora della società nella precedente stagione, si svincola dai propri contratti, sicché l'organico viene ricostruito praticamente da zero. Per cominciare il nuovo ciclo viene scelto Lamberto Leonardi come allenatore.
Fatta la squadra e scelto l'allenatore il presidente Grieco si dimette, e a gennaio viene sostituito da Filippo Troisi. La stagione comincia bene, sia in Coppa Italia Semiprofessionisti ove giunge sino ai quarti di finale per poi essere eliminata nel derby contro la Cavese, sia in campionato ove inizialmente è nelle prime posizioni in classifica.
Il terremoto del 23 novembre che colpisce le province di Avellino, Potenza e Salerno porta naturalmente la questione calcistica in secondo piano. Lo Stadio Vestuti diventa un centro di accoglienza, i giocatori lasciano gli allenamenti e si allontanano dalla città per una decina di giorni, poi le attività calcistiche riprendono, ma lo spirito vincente di inizio stagione è ormai andato scemando.
Inizia una lunga serie negativa di risultati che porta la squadra in zona retrocessione, e quest'ultima ad un certo punto appare inevitabile. Nel corso di una gara in casa contro la Sambenedettese l'arbitro Tuveri prende alcune decisioni dubbie, la rete di recinzione dei distinti barcolla, e induce il direttore di gara a scappare negli spogliatoi (e poi a fuggire su un elicottero dei Carabinieri) non prima di subire un'ombrellata da parte di Picentino, vicepresidente della Salernitana. Le conseguenze dell'accaduto saranno pesanti: sconfitta a tavolino e 7 mesi di squalifica del campo di gioco. Il vicepresidente non sarà riconosciuto dall'arbitro, e quindi non riceverà né multe né squalifiche.
Come ulteriore nota negativa di questa sciagurata stagione, durante la partita di Giulianova (terz'ultima di campionato) il medico sociale della Salernitana, Bruno Tescione, viene stroncato da un infarto.
La Salernitana riesce a salvarsi grazie al pareggio di Terni all'ultima giornata.

## Divise
Lo sponsor ufficiale per la stagione 1980-1981 è Antonio Amato. La prima maglia è interamente granata chiaro e riporta il nome dello sponsor ufficiale, mentre la seconda divisa è interamente bianca.
| Casa | Trasferta |

## Rosa
| N. |                   | Ruolo | Calciatore          |
| -- | ----------------- | ----- | ------------------- |
|    | Italia (bandiera) | P     | Massimo Porreca     |
|    | Italia (bandiera) | P     | Iliano Riccarand    |
|    | Italia (bandiera) | D     | Fausto Caputo       |
|    | Italia (bandiera) | D     | Nello Dal Corso     |
|    | Italia (bandiera) | D     | Paolo Dall'Oro      |
|    | Italia (bandiera) | D     | Pantaleo De Gennaro |
|    | Italia (bandiera) | D     | Angelo Del Favero   |
|    | Italia (bandiera) | D     | Vincenzo Leccese    |
|    | Italia (bandiera) | C     | Corrado Antonini    |
|    | Italia (bandiera) | C     | Giovanni Black      |

| N. |                   | Ruolo | Calciatore        |
| -- | ----------------- | ----- | ----------------- |
|    | Italia (bandiera) | C     | Massimo Caruccio  |
|    | Italia (bandiera) | C     | Nello Cianci      |
|    | Italia (bandiera) | C     | Luigi Di Giaimo   |
|    | Italia (bandiera) | C     | Muzio Di Venere   |
|    | Italia (bandiera) | C     | Pierpaolo Mazzei  |
|    | Italia (bandiera) | C     | Fulvio Vulpiani   |
|    | Italia (bandiera) | A     | Giuseppe Marciano |
|    | Italia (bandiera) | A     | Giovanni Zaccaro  |
|    | Italia (bandiera) | A     | Gianluca Tolio    |
|    | Italia (bandiera) | A     | Pasquale Viscido  |

## Risultati

### Campionato

#### Girone di andata
| 28 settembre 1980 1ª giornata | Siracusa | 1 – 0 | Salernitana |  |

| 5 ottobre 1980 2ª giornata | Salernitana | 2 – 2 | Matera |  |

| 12 ottobre 1980 3ª giornata | Benevento | 0 – 1 | Salernitana |  |

| 19 ottobre 1980 4ª giornata | Salernitana | 1 – 0 | Cavese |  |

| 26 ottobre 1980 5ª giornata | Paganese | 2 – 1 | Salernitana |  |

| 2 novembre 1980 6ª giornata | Salernitana | 2 – 0 | Rende |  |

| 9 novembre 1980 7ª giornata | Sambenedettese | 0 – 0 | Salernitana |  |

| 16 novembre 1980 8ª giornata | Salernitana | 1 – 0 | Nocerina |  |

| 23 novembre 1980 9ª giornata | Salernitana | 1 – 1 | Turris |  |

| 30 novembre 1980 10ª giornata | Campobasso | 1 – 0 | Salernitana |  |

| 7 dicembre 1980 11ª giornata | Salernitana | 2 – 0 | Cosenza |  |

| 14 dicembre 1980 12ª giornata | Francavilla | 1 – 0 | Salernitana |  |

| 21 dicembre 1980 13ª giornata | Salernitana | 1 – 0 | Livorno |  |

| 4 gennaio 1981 14ª giornata | Arezzo | 1 – 0 | Salernitana |  |

| 11 gennaio 1981 15ª giornata | Salernitana | 2 – 1 | Giulianova |  |

| 18 gennaio 1981 16ª giornata | Reggina | 2 – 1 | Salernitana |  |

| 25 gennaio 1981 17ª giornata | Salernitana | 0 – 1 | Ternana |  |

#### Girone di ritorno
| 1º febbraio 1981 18ª giornata | Salernitana | 1 – 0 | Siracusa |  |

| 8 febbraio 1981 19ª giornata | Matera | 1 – 1 | Salernitana |  |

| 15 febbraio 1981 20ª giornata | Salernitana | 2 – 2 | Benevento |  |

| 22 febbraio 1981 21ª giornata | Cavese | 3 – 1 | Salernitana |  |

| 1º marzo 1981 22ª giornata | Salernitana | 0 – 0 | Paganese |  |

| 8 marzo 1981 23ª giornata | Rende | 4 – 0 | Salernitana |  |

| 15 marzo 1981 24ª giornata | Salernitana | 0 – 2 | Sambenedettese |  |

| 29 marzo 1981 25ª giornata | Nocerina | 0 – 0 | Salernitana |  |

| 5 aprile 1981 26ª giornata | Turris | 1 – 0 | Salernitana |  |

| 12 aprile 1981 27ª giornata | Salernitana | 1 – 2 | Campobasso |  |

| 26 aprile 1981 28ª giornata | Cosenza | 0 – 1 | Salernitana |  |

| 3 maggio 1981 29ª giornata | Salernitana | 1 – 1 | Francavilla |  |

| 10 maggio 1981 30ª giornata | Livorno | 2 – 2 | Salernitana |  |

| 17 maggio 1981 31ª giornata | Salernitana | 2 – 0 | Arezzo |  |

| 24 maggio 1981 32ª giornata | Giulianova | 1 – 0 | Salernitana |  |

| 31 maggio 1981 33ª giornata | Salernitana | 2 – 0 | Reggina |  |

| 7 giugno 1981 34ª giornata | Ternana | 0 – 0 | Salernitana |  |